# Ватолакос
Ватолакос или Добратово (на гръцки: Βατόλακκος, до 1927 година: Ντοβράτοβο, Довратово) е село в Република Гърция, дем Гревена, област Западна Македония.

## География
Селото е разположено на около 12 km североизточно от град Гревена на 590 m надморска височина.

## История

### В Османската империя
В края на ХІХ век Добратово е мюсюлманско гръкоезично село в северната част на Гребенската каза на Османската империя. Според статистиката на Васил Кънчов през 1900 Добратово е смесено село с 60 гърци християни и 180 валахади (гръкоезични мюсюлмани).
На Етнографската карта на Битолския вилает на Картографския институт в София от 1901 година Добратово е чисто гръцко село в Гревенската каза на Серфидженския санджак с 44 къщи. Същевременно Доврат е смесено село гърци християни и гърци мохамедани в Гревенската каза на Серфидженския санджак със 72 къщи.
Според статистика на Серфидженския санджак на гръцкото консулство в Еласона от 1904 година в Дуврадово (Ντουβράντοβο), Гревенска каза, живеят 500 валахади.

### В Гърция
През Балканската война в 1912 година в селото влизат гръцки части и след Междусъюзническата в 1913 година Добратово влиза в състава на Кралство Гърция.
В средата на 1920-те години по силата на Лозанския договор мюсюлманското население на селото е изселено в Турция, предимно в село Мурсали, околия Шаркьой, вилает Родосто. На негово място са заселени понтийски гърци бежанци от Турция. През 1928 година селото е представено като изцяло бежанско с 90 семейства или 331 жители. Новите жители на Добратово произлизат от Западен Понт, предимно от село Фериздаг (Гювендик) в околия Тасово на Амасийския вилает.
През 1927 година името на селото е сменено на Ватолакос.
Населението произвежда жито, тютюн и други земеделски култури, като се занимава частично и със скотовъдство.
| Име    | Име    | Ново име | Ново име  | Описание                                           |
| ------ | ------ | -------- | --------- | -------------------------------------------------- |
| Коплар | Κοπλάρ | Амотопос | Αμμότοπος | гора Ю от Ватолакос по десния бряг на река Потамия |

| Година    | 1913 | 1920 | 1928 | 1940 | 1951 | 1961 | 1971 | 1981 | 1991 | 2001 | 2011 | 2021 |
| --------- | ---- | ---- | ---- | ---- | ---- | ---- | ---- | ---- | ---- | ---- | ---- | ---- |
| Население | 394  | 381  | 353  | 364  | 308  | 283  | 164  | 361  | 418  | 386  | 287  | 262  |

На Голяма Богородица, 15 август, храмов празник на главната селска църква Успение Богородично, се провежда голям селски събор.